# 関西地区大学野球選手権大会
関西地区大学野球選手権大会（かんさいちくだいがくやきゅうせんしゅけんたいかい）は1985年に創設され、毎年11月上旬ごろに大阪府大阪市住之江区の大阪市南港中央野球場で開催される明治神宮野球大会の関西地区予選である。ただし2023年は同球場の改修に伴いほっともっとフィールド神戸で開催された

## 概説
明治神宮野球大会の関西地区の出場枠2を争う大会である。関西地方の大学野球5連盟（関西六大学野球連盟・関西学生野球連盟・阪神大学野球連盟・近畿学生野球連盟・京滋大学野球連盟）の秋季リーグ戦優勝校が出場する形式で、上位2校が明治神宮野球大会への出場権を得る。また優勝校には大阪市長杯が贈呈される。大会創設時は「明治神宮野球大会関西地区代表決定戦」という名称で2003年より現在の名称に変更した。

## 関西地区における代表枠の歴史
- 1970年-1981年:関西大学野球連合から1校。
- 1982年-1984年:関西大学野球連合が解散、春の全日本大学野球選手権大会の関西地区代表決定戦優勝校の所属連盟から1校出場。
- 1985年-2004年:関西地区から1校。同大会が創設される。
  - 2000年からは関西地区から関西5連盟に変更。
- 2005年-現在:代表枠が2校に拡大。

## 大会方式
現在の名称に変更後
- 2003年-2004年:5チームによるトーナメント方式。優勝校が明治神宮大会に出場。
- 2005年-2008年:代表枠が2に拡大。5チームで争われるが、第1代表は通常トーナメントで、第2代表はステップラダー方式の敗者復活戦にて実施。
- 2009年:第1代表・第2代表の決定が通常トーナメントのみに変更。（敗者復活戦を廃止、優勝が第1代表、準優勝が第2代表）
- 2010年-現在:2005年-2008年までの方式に再変更。
  - 2006年以降は大学野球関西オールスター5リーグ対抗戦[1]の優勝連盟にスーパーシード枠（決勝戦からの出場）が与えられる[2]。
  - 2021年は、スーパーシード枠が設けられなかった[3]。

## 記録
- 現在の名称に変更後の成績

### 歴代出場校
- 太字はスーパーシード枠

| 回 | 年度 | 関西学生     | 関西六大学   | 阪神         | 近畿         | 京滋             |
| -- | ---- | ------------ | ------------ | ------------ | ------------ | ---------------- |
| 1  | 2003 | 同志社大学   | 龍谷大学     | 大阪産業大学 | 阪南大学     | 佛教大学         |
| 2  | 2004 | 立命館大学   | 京都産業大学 | 大阪体育大学 | 阪南大学     | 佛教大学         |
| 3  | 2005 | 近畿大学     | 龍谷大学     | 大阪体育大学 | 奈良産業大学 | 佛教大学         |
| 4  | 2006 | 近畿大学     | 龍谷大学     | 大阪産業大学 | 奈良産業大学 | 佛教大学         |
| 5  | 2007 | 近畿大学     | 大阪経済大学 | 関西国際大学 | 奈良産業大学 | 佛教大学         |
| 6  | 2008 | 立命館大学   | 龍谷大学     | 大阪産業大学 | 奈良産業大学 | 佛教大学         |
| 7  | 2009 | 立命館大学   | 龍谷大学     | 関西国際大学 | 奈良産業大学 | 佛教大学         |
| 8  | 2010 | 同志社大学   | 龍谷大学     | 関西国際大学 | 奈良産業大学 | 京都学園大学     |
| 9  | 2011 | 同志社大学   | 神戸学院大学 | 大阪体育大学 | 奈良産業大学 | 佛教大学         |
| 10 | 2012 | 関西学院大学 | 京都産業大学 | 大阪体育大学 | 奈良産業大学 | 京都学園大学     |
| 11 | 2013 | 関西学院大学 | 大阪商業大学 | 大阪体育大学 | 奈良産業大学 | 京都学園大学     |
| 12 | 2014 | 関西大学     | 京都産業大学 | 大阪体育大学 | 奈良学園大学 | 佛教大学         |
| 13 | 2015 | 立命館大学   | 大阪商業大学 | 天理大学     | 奈良学園大学 | 京都学園大学     |
| 14 | 2016 | 関西大学     | 大阪商業大学 | 大阪体育大学 | 奈良学園大学 | 京都学園大学     |
| 15 | 2017 | 関西大学     | 大阪商業大学 | 天理大学     | 大阪市立大学 | 佛教大学         |
| 16 | 2018 | 近畿大学     | 京都産業大学 | 関西国際大学 | 和歌山大学   | 佛教大学         |
| 17 | 2019 | 関西大学     | 大阪商業大学 | 天理大学     | 大阪市立大学 | 佛教大学         |
| 18 | 2020 | 近畿大学     | 大阪商業大学 | 関西国際大学 | 奈良学園大学 | 佛教大学         |
| 19 | 2021 | 関西大学     | 龍谷大学     | 天理大学     | 神戸大学     | 佛教大学         |
| 20 | 2022 | 関西大学     | 大阪商業大学 | 天理大学     | 大阪公立大学 | 京都先端科学大学 |
| 21 | 2023 | 関西大学     | 大阪商業大学 | 天理大学     | 和歌山大学   | 佛教大学         |
| 22 | 2024 | 関西学院大学 | 大阪商業大学 | 天理大学     | 奈良学園大学 | 佛教大学         |

### 歴代代表
| 回 | 年度 | 代表（所属連盟）           | 代表（所属連盟）           |
| -- | ---- | -------------------------- | -------------------------- |
| 1  | 2003 | 龍谷大学（関西六大学）     | 龍谷大学（関西六大学）     |
| 2  | 2004 | 佛教大学（京滋）           | 佛教大学（京滋）           |
| 回 | 年度 | 第1代表（所属連盟）        | 第2代表（所属連盟）        |
| 3  | 2005 | 近畿大学（関西学生）       | 大阪体育大学（阪神）       |
| 4  | 2006 | 近畿大学（関西学生）       | 大阪産業大学（阪神）       |
| 5  | 2007 | 関西国際大学（阪神）       | 大阪経済大学（関西六大学） |
| 6  | 2008 | 立命館大学（関西学生）     | 佛教大学（京滋）           |
| 7  | 2009 | 佛教大学（京滋）           | 関西国際大学（阪神）       |
| 8  | 2010 | 龍谷大学（関西六大学）     | 関西国際大学（阪神）       |
| 9  | 2011 | 大阪体育大学（阪神）       | 佛教大学（京滋）           |
| 10 | 2012 | 大阪体育大学（阪神）       | 京都学園大学（京滋）       |
| 11 | 2013 | 大阪商業大学（関西六大学） | 関西学院大学（関西学生）   |
| 12 | 2014 | 関西大学（関西学生）       | 京都産業大学（関西六大学） |
| 13 | 2015 | 天理大学（阪神）           | 立命館大学（関西学生）     |
| 14 | 2016 | 関西大学（関西学生）       | 大阪体育大学（阪神）       |
| 15 | 2017 | 大阪商業大学（関西六大学） | 関西大学（関西学生）       |
| 16 | 2018 | 近畿大学（関西学生）       | 関西国際大学（阪神）       |
| 17 | 2019 | 関西大学（関西学生）       | 大阪商業大学（関西六大学） |
| 18 | 2020 | 近畿大学（関西学生）       | 関西国際大学（阪神）       |
| 19 | 2021 | 佛教大学（京滋）           | 龍谷大学（関西六大学）     |
| 20 | 2022 | 大阪商業大学（関西六大学） | 関西大学（関西学生）       |
| 21 | 2023 | 天理大学（阪神）           | 大阪商業大学（関西六大学） |
| 22 | 2024 | 天理大学（阪神）           | 佛教大学（京滋）           |